# Ветютневское сельское поселение
Ветю́тневское се́льское поселе́ние — муниципальное образование в составе Фроловского района Волгоградской области.
Административный центр — хутор Ветютнев.
Главы Ветютневского сельского поселения — Невгод Вадим Павлович .

## География
Поселение расположено в зоне Арчедино-Донских песков.

## Население
Численность населения ≈3,53 тыс. человек.

## Административное деление
Код ОКАТО — 18 256 820
Код ОКТМО — 18 656 420
На территории поселения находятся 9 населённых пунктов (2 посёлка, 7 хуторов), что является наибольшим показателем среди сельских поселений района:
| Название             | ОКАТО          | Тип населённого пункта        | Население, тыс. чел |
| -------------------- | -------------- | ----------------------------- | ------------------- |
| Ветютнев             | 18 256 820 001 | хутор, административный центр | 1.387               |
| Арчединского лесхоза | 18 256 820 002 | посёлок                       | 0,56                |
| Школьный             | 18 256 820 009 | посёлок                       | 0,17                |
| Гуляевка             | 18 256 820 003 | хутор                         | 0,59                |
| Колобродов           | 18 256 820 004 | хутор                         | 0,19                |
| Летовский            | 18 256 820 005 | хутор                         | 0,01                |
| Любимовский          | 18 256 820 006 | хутор                         |                     |
| Новая Паника         | 18 256 820 007 | хутор                         | 0,31                |
| Падок                | 18 256 820 008 | хутор                         | 0,04                |

## Власть
В соответствии с Законом Волгоградской области от 18 ноября 2005 г. N 1120-ОД «Об установлении наименований органов местного самоуправления в Волгоградской области», в Ветютневском сельском поселении установлена следующая система и наименования органов местного самоуправления:
- Совет депутатов Ветютневского сельского поселения (11 октября 2009 года избран второй созыв)
численность (первого созыва) — 10 депутатов[4]
Избирательная система — мажоритарная, один многомандатный избирательный округ.
- Глава Ветютневского сельского поселения — Невгод Вадим Павлович.[2]
- Администрация Ветютневского сельского поселения